# کبورگ (اورگن)
کبورگ (به انگلیسی: Coburg) شهری در شهرستان لانه ایالت اورگن است و در سرشماری سال ۲۰۱۱ میلادی، ۱٬۰۳۵ نفر جمعیت داشته که نسبت به سال ۲۰۱۰، ۰٫۹۷ درصد رشد جمعیت داشته‌است.